# Júnior do Posto
Renato Costa Mello Junior, ou Júnior do Posto (Rio de Janeiro, 16 de janeiro de 1977), é um político brasileiro. Prefeito de Guapimirim, é filho de Renato do Posto e irmão de Renata do Posto.

## Carreira política

### Deputado estadual
Em 1998, aos 21 anos de idade, foi eleito deputado estadual do Rio de Janeiro, sendo considerado o deputado estadual mais novo do Brasil.

### Vice-prefeito de Guapimirim
Em 2004 foi eleito vice-prefeito de Guapimirim na chapa com seu tio Nelson do Posto como prefeito.

### Prefeito de Guapimirim
Em 2008, tornou-se candidato a prefeito após a candidatura à reeleição de seu tio Nélson do Posto ter sido impugnada pelo TSE, tendo-lhe substituído e conseguindo assim a eleição

### Suspeita de crimes e prisão
Em 2012 foi preso por agentes da Delegacia de Repressão ao Crime Organizado (Draco) na operação batizada de “Os Intocáveis”, por suspeita de desviar R$ 48 Milhões dos cofres públicos.  Foi solto por habeas corpus concedido pelo STJ (Supremo Tribunal de Justiça).

### Inelegibilidade
Em 2013 o juiz Rubens Soares Sá Viana Junior, da 149ª Zona Eleitoral, declarou a inelegibilidade de Júnior do Posto por oito anos e multa por abuso de poder político.